# Dhadi

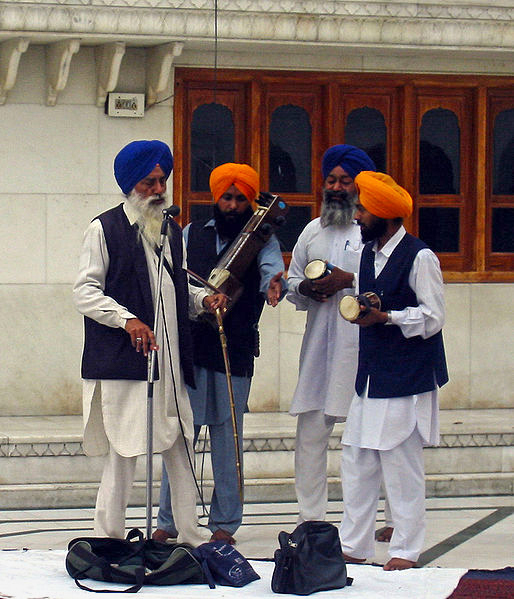
Une formation de dhadis, avec leurs tambours.

Dhadi (punjabi : ਢਾਡੀ, Dhādi) aussi écrit dhadhi, est le nom des bardes, des chanteurs de vars, (des versets ou des poèmes), ballades et autres fables qui exerçaient sur le sous-continent indien sous l'égide de princes et de chefs de village afin de mettre en exergue les faits valeureux des leurs.
Le nom dadhi vient du tambour utilisé par ces ménestrels qui porte le nom de dhad.
Leur origine viendrait d'un combat mythologique entre Mahakal et Suasvirya, combat décrit dans le Dasam Granth. Suasvirya serait le premier dhadi.

Dans le sikhisme, le terme dhadi est utilisé pour dénommer ceux qui chantent des prières à Dieu. Guru Nanak (Page 150 du Guru Granth Sahib) et Guru Amar Das, se décrivent comme des dhadhis du Seigneur:

ਹਉ  ਢਾਢੀ  ਹਰਿ  ਪ੍ਰਭ  ਖਸਮ  ਕਾ  ਹਰਿ  ਕੈ  ਦਰਿ  ਆਇਆ  ॥
ਹਰਿ  ਅੰਦਰਿ  ਸੁਣੀ  ਪੂਕਾਰ  ਢਾਢੀ  ਮੁਖਿ  ਲਾਇਆ  ॥ 
ਹਰਿ  ਪੁਛਿਆ  ਢਾਢੀ  ਸਦਿ  ਕੈ  ਕਿਤੁ  ਅਰਥਿ  ਤੂੰ  ਆਇਆ  ॥ 
ਨਿਤ  ਦੇਵਹੁ  ਦਾਨੁ  ਦਇਆਲ  ਪ੍ਰਭ  ਹਰਿ  ਨਾਮੁ  ਧਿਆਇਆ  ॥ 
ਹਰਿ  ਦਾਤੈ  ਹਰਿ  ਨਾਮੁ  ਜਪਾਇਆ  ਨਾਨਕੁ  ਪੈਨਾਇਆ  ॥੨੧॥੧॥  ਸੁਧੁ 
traduit :
Je suis un dhadhi de l'Éternel Dieu, mon Seigneur et maître ; Je suis venu devant la porte du Seigneur.
Le Seigneur a entendu mes cris tristes intérieurs ; Il m'a appelé, son dadhi, en sa présence.
Le Seigneur a appelé son dhadi et lui a demandé: "pourquoi venez-vous ici ?"
Ô Dieu de miséricorde, s'il vous plaît accordez moi le don de la continuelle méditation sur Votre Nom.
Et alors le Seigneur, le Bienveillant, inspiré de Guru Nanak, m'a permis de scander son Nom et il m'a béni avec robes d'honneur. (Page 91 du Guru Granth Sahib).

Guru Hargobind utilisait ce terme de dhadi envers les musiciens ; il était friand de leurs œuvres et à contribué au développement de cette musique.

À l'heure actuelle les groupes de dhadis appelés Dadhi Jatha, (jatha signifie: équipe), se retrouvent dans le Pendjab et chantent des louanges à Dieu mais aussi des contes héroïques ou des chansons du folklore, notamment lors des diwans, des réunions religieuses ou historiques.

## Source
- Voir dhadi dans wikipédia en anglais.